# Cultura di Shijiahe
La cultura di Shijiahe, (cinese: 石家河文化, pinyin: Shíjiāhé Wénhuà), fu una forma di civiltà del tardo neolitico cinese che si sviluppò  tra il 2500 a.C. e il 2000 a.C. subito a seguito della cultura di Qujialing, nella stessa area localizzata lungo il medio corso del Fiume Azzurro, nello regione dello Hubei, in Cina.
Dalla precedente cultura di Qujialing ereditò le spirali fusiformi dipinte, e produsse vasellame e artefatti in giada lavorati con tecniche avanzate. Oltre a questi tradizionali artefatti litici tuttavia, nell'insediamento di Shijiahe sono stati ritrovati anche oggetti e minerale grezzo di rame, chiara indicazione che questa cultura si trova nel punto di transizione tra il neolitico e la più moderna era dei metalli, l'età del rame in particolare.

## Insediamenti
Il sito di riferimento di riferimento di Shijiahe è stato scoperto nella contea di Tianmen, nello Hubei, e copre un'area di 1.200.000 m2. Era circondato da un fossato e aveva mura di terra pressata a pisé.
È uno dei più grandi insediamenti finora scavati, con una forma quasi perfettamente quadra con lati di circa un chilometro. Appartiene al periodo in cui i villaggi cominciavano ad espandersi simmetricamente secondo forme precise, ovali, quadrate, rettangolari o trapezoidali.